# Batalla de los Abrojos
La batalla de los Abrojos fue un enfrentamiento naval que tuvo lugar el 12 de septiembre de 1631 en las costas de Pernambuco, en Brasil, durante la guerra de los Treinta Años. Una flota hispano-portuguesa mandada por el almirante Antonio de Oquendo derrotó a otra holandesa tras seis horas de combates.

## Antecedentes
En febrero de 1630, una gran armada holandesa formada por sesenta y siete navíos unos efectivos de siete mil hombres y ciento setenta cañones, conquistó Olinda y Pernambuco. La hábil defensa portuguesa, dirigida por Matias de Albuquerque, logró, empero, arrinconar a los holandeses en la costa y obligarlos a abastecerse por mar. Lisboa y Madrid decidieron poner en marcha una contraofensiva, pero la mala situación militar en Flandes y en Italia y la falta de fondos para sufragarla hicieron que se solicitase que Portugal financiase la empresa, objetivo que se logró a medias a pesar de la renuencia de este. Finalmente, Castilla aportó dos tercios del presupuesto de la campaña y Portugal, el resto.
El 5 de mayo de 1631, el almirante Antonio de Oquendo zarpó de Lisboa al mando de una flota de entre dieciséis y veinte navíos de guerra. Cinco de los más pequeños, ninguno de más de trescientas toneladas, eran portugueses; otros cinco pequeños eran castellanos. Incluida iba también una urca flamenca; los seis buques mayores eran cántabros. El segundo de De Oquendo era el almirante Francisco de Vallecilla.
La flota transportaba tres mil soldados, refuerzos para Paraíba, Pernambuco y Bahía, en Brasil. La relativa debilidad de la armada —comparada con la de la campaña similar de 1624—, limitaba la meta al transporte de tropas para el reforzamiento de las defensas y obligaba a descartar un ataque frontal a las plazas holandesas. En el viaje de regreso a Portugal, debía escoltar un cargamento de azúcar. Se dirigió primero a Bahía, a donde llegó sin novedad en sesenta y ocho días, permitiendo que los holandeses se aprestasen para oponerse a su llegada. Cuando estos tuvieron noticia de la venida de Oquendo, enviaron la escuadra de Pernambuco  —al mando del almirante Adrian Pater— para interceptarla. Aunque Pater disponía de treinta y tres buques en Pernambuco, dejó anclados diecisiete, ya que suponía que solo ocho de los de Oquendo eran de guerra. Así Pater dispuso dieciséis de sus mejores naves y mil quinientos hombres para enfrentarse a De Oquendo y levó anclas en su busca el 18 de agosto. La flota holandesa no solo superaba teóricamente a la enemiga en número de barcos, sino también en tamaño de estos —todos los navíos de Pater superaban las ochocientas toneladas— y en armamento.

## Barcos que participaron en el choque
De Oquendo zarpó de Baía de Todos os Santos el 3 de septiembre, con su buque insignia, el Santiago de Oliste, de cuarenta y cuatro cañones y novecientas toneladas, el San Antonio de veintiocho cañones y setecientas toneladas, el Nuestra Señora de la Concepción de treinta cañones, el Nuestra Señora del Buen Suceso de veintiocho, el Nuestra Señora de la Anunciada de veintiséis, el San Carlos de veinticuatro, el San Buenaventura de veintidós; el San Blas, el San Francisco el San Pedro, los tres de veinte cañones; el San Bartolomé de dieciocho, el San Martín, de otros tantos; además, estaban la pinazas francesas requisadas Lion Doré de diez cañones (que los españoles habían renombrado como San Antonio), y la Saint Pierre de ocho (bautizada como San pedro). A estos navíos españoles les acompañaban varios portugueses: el São Jorge de veintiocho cañones; el Santiago, de veinte; el São João Baptista de diecinueve; el Nossa Senhora dos Prazeres (Maior) y el Nossa Senhora dos Prazeres (Menor), ambos de dieciocho; además navegaban con la flota el Nossa Senhora da Boa Nova, el Nossa Senhora do Rozário, el Santo António, el Santa Cruz y el São Jerónimo, todos ellos desarmados. En total, la flota hispano-portuguesa contaba entonces con veinte navíos de guerra y treinta y seis de impedimenta.
Estas naves protegían doce carabelas brasileñas que carecían de armamento y trasportaban mil doscientos soldados, mandados por el napolitano Giovanni Vincenzo de San Felice, conde de Bagnuoli; estas tropas iban destinadas a reforzar las defensas de Paraíba y Pernambuco. A estos barcos se añadían veinte mercantes lisboetas que debían cargar azúcar.
Durante la travesía de Pater hasta encontrarse con Oquendo, dos de sus navíos se habían separado del resto, de manera que, cuando dio con el almirante español, contaba con las siguientes fuerzas: el buque insignia, el Prins Willem de cuarenta cañones y mil toneladas; el Geunieerde Provintien, de cincuenta cañones y ochocientas toneladas; el Provincie Ultrecht de treinta y ocho cañones; el Walcheren, de treinta y cuatro; el Griffoen de treinta y dos y el Groeningen, de otros tantos; el Hollandia y el Oliphant, de treinta cañones; el Amersfoort y el Goeree, de veintiocho; el Mercurius, de veintiséis; el Dordrecht, de veinticuatro; el Medemblik, de veintidós; el Fortuijn y el Wapen Van Hoorn, de veinte; y el Niew Nederlandt de catorce.

## Contacto
Alejada de la costa, los vientos y las corrientes arrastraron a la flota hispano-lusa hacia el sureste, hacia la zona conocida como los Abrojos, una región de bajíos a unos trescientos kilómetros de la costa, a unos 18º de latitud sur (su nombre proviene de «abre ojos», en portugués abre olhos, advertencia de lo peligroso del lugar). La noche del 11 de septiembre, Pater avistó por fin la flota ibérica y se aprestó para enfrentarse a ella al día siguiente. El 12 de septiembre, las dos flotas se encontraron en los cayos, a doscientas cuarenta millas al este de los Abrojos.
Los holandeses aparecieron a barlovento de la flota de De Oquendo, que declinó utilizar a las tropas de tierra en el combate; las carabelas que las transportaban se colocaron a sotavento, protegidas por las naves de guerra.

## Enfrentamiento
Al alba, el almirante holandés reunió a los capitanes para darles las últimas instrucciones e hizo un brindis de cerveza por la buena fortuna del combate. Pater había dispuesto sus naves en dos líneas. Aprovechando las ligeras brisas que soplaban hacia el este-noreste, Pater avanzó contra De Oquendo, que se encontraba a unas seis millas de distancia; este había ordenado a diecisiete de sus galeones que se desplegasen en media luna y se interpusiesen entre los barcos que escoltaban y la escuadra enemiga. El Anunciada, el Buenaventura, el San Carlos y el San Bartolomé quedaron retrasados. 
La lucha comenzó hacia el mediodía, cuando el vicealmirante De Vallecilla abrió fuego desde el San Antonio contra el Geunieerde Provintien de Thijssen, que se abalanzaba contra él junto con el Provincie Ultrecht. Un cuarto de hora más tarde el galeón de De Oquendo y otros cuatro de su escuadra dispararon contra el buque insignia de Pater, que se lanzó junto con el Walcheren contra el Santiago de Oliste. Los holandeses realizaron sus descargas cuando llegaron cerca de los navíos enemigos y se encarnizó la lucha. El cruento combate se centró en torno a los buques insignia y los de los vicealmirantes de las dos flotas; los dos bandos lanzaron diversas descargas y trataron en vano de abordar a su oponente. 
La capitana holandesa embistió la popa de la española, que viró para colocarse junto a ella, a barlovento, con lo que el humo de los cañones y de los mosquetes molestaba a aquella. Otro navío holandés atacó por la otra borda al Santiago de Oliste; más altos de borda, los buques holandeses dominaban la cubierta del español, que sufrió numerosas bajas de la mosquetería enemiga. Dos barcos de De Oquendo, uno portugués y otro de Martolosi, acudieron en ayuda de este, colocándose a proa y a popa de los tres barcos mayores. El menor de los galeones portugueses, el Nossa Senhora dos Prazeres del capitán Cosme do Couto Barbosa trató de socorrer al Santiago de Oliste, pero el cañoneo del Prins Willem y del Walcheren lo desviaron del rumbo y acabó hundiéndose. Su lugar en la línea lo ocupó el Concepción, mandado por el Juan de Prado, un buque de mucho mayor porte.
Finalmente, alrededor de las cuatro de la tarde, un disparo del buque insignia de Oquendo logró incendiar el Prins Willem, al que tirotearon los arcabuceros españoles para estorbar el apagado del fuego. Las llamas se extendieron por la nave, se tuvo que evacuar y la tripulación se lanzó al agua: Pater acabó ahogado. De Oquendo logró salvar su barco gracias a que el Concepción consiguió apartarlo antes de que el fuego del holandés le alcanzase y de que este estallase. Este combate había durado desde las nueve de la mañana hasta las cuatro de la tarde.
La almiranta holandesa, acompañada de otro buque, abordó la de De Vallecilla, a la que auxiliaba el galeoncete San Buenaventura. Casi simultáneamente al hundimiento de la capitana holandesa, el navío de Vallecilla, el San Antonio, comenzó a hacer agua y finalmente se hundió por la popa: en el naufragio pereció la mayoría de los tripulantes, incluido De Vallecilla. Su oponente holandés, el Provincie Ultrecht se alejó ya en llamas y acabó por irse a pique también. La almiranta holandesa, aunque dañada en la lucha, consiguió rendir al San Buenaventura.
El Geunieerde Provintien de Thijsenwas, aunque maltrecho, conservó el apresado Buenaventura del capitán Alonso de Alarcón y Molina, que había acercado el buque al San Antonio durante la lucha; en esta maniobra perdió tanto la vida como su barco. 
El resto de la flota holandesa se contentó con bombardear al enemigo desde la distancia; solo el Hollandia, el Amersfoort y el Fortuijn participaron en la lucha directamente, enfrentándose a las descargas de la flota enemiga. La escuadra española tampoco buscó el abordaje, y las dos se limitaron a cañonearse desde lejos.

## Consecuencias
El combate terminó con victoria hispano-portuguesa; las fuentes indican distintos números de bajas. Según Marley, una de las naves principales y un galeón se hundieron y otro fue capturado por los holandeses. En total, la escuadra victoriosa perdió quinientos ochenta y cinco hombres entre muertos y desaparecidos (doscientos cuarenta de ellos del Buenaventura, apresado por el enemigo) y doscientos un heridos. De ellos unos doscientos cincuenta muertos eran bajas de la almiranta; en la capitana hundida feneció casi toda la tripulación.
Los holandeses perdieron el buque insignia de la escuadra y otro navío, hundidos, y sufrieron la pérdida de trescientos cincuenta hombres muertos y desaparecidos y de ochenta heridos de gravedad. Según Esquerdo Galiana, la flota holandesa perdió dos mil hombres y tres galeones. El almirante holandés se contó entre los que perecieron en el combate.
Thijssen decidió no reanudar el combate al día siguiente y se retiró a Recife con su maltrecha escuadra el 21 y 22 de septiembre. Mientras, De Oquendo desembarcó a la tropa en Barra Grande de Porto Calvo –únicamente setecientos soldados pasaron luego al Fuerte Arrail do Bom Jesus– y luego regresó a Europa con el planeado cargamento de azúcar. En noviembre, los holandeses retiraron la guarnición de Olinda para concentrar sus fuerzas en la defensa de Recife. Los holandeses quedaron reducidos a la franja costera hasta que la llegada de refuerzos en el invierno de 1632-1633 les permitió extender el territorio bajo su dominio.